# ФК Вараждин
НК Вараждин је фудбалски клуб из Вараждина, који се такмичи у Првој лиги Хрватске. Клуб је основан 1931. Своје утакмице игра на Стадиону Анђелко Херјавец.

## Историја
Радничко спортско друштво, основано је 1945. године у Вараждину на иницијативу радника истоименог Вараждинског текстилног комбината и то најпре под називом Радничко фискултурно друштво Текстилац, а на годишњој скупштини 1958. прихваћен је данашњи назив.
Овом друштву претходио је Спортски клуб Славија основан 1931. са секцијама за фудбал, тенис и хазену. Тадашња текстилна индустрија у Вараждину (ТИВАР) изгрдил је за потребе својих радника спортски стадион са фудбалским игралиштем, атлетском и бициклистичком стазом (дуга 500 m, а широка 7 м и три игралишта за тенис. Запажене резултате су посигли атлетичари. Фудбалери Славије су се од 1937. до 1939. играју у савезној лиги.
После ослобођења РСД Вартекс има 13 секција (бициклизам, бокс, хокеј на леду, кајакаштво, куглање, мотоциклизам, фудбал, одбојка, рукомет, рвање, тенис, стони тенис и стрељаштво.
Фудбалски клуб је неколико пута ушао у завршне борбе Купу Југославије а 1961. је играо у финалу.
Од распада Југославује и формирања Прве лиге Хрватске Вартекс је један од шест клубова који су учествовали у свим досадашњик првенствима.
Од 21. јула 2010. одлуком управе клуба, клуб носи име НК Вараждин.
2015. управа клуба је објавила банкрот и гашење клуба, па је име клуба промењено у ВШНК Вараждин.

## Успеси клуба
- Куп Хрватске
  - Финалиста (6) : 1995/96, 1997/98,  2001/02, 2003/04, 2005/06, 2010/11.

## НК Вараждин на вечној табели клубова Прве лиге од 1992. до 2008.
| Пласман | Број сезона | Од. | П   | Н   | И   | ГД  | ГП  | ГР  | Бод. |
| ------- | ----------- | --- | --- | --- | --- | --- | --- | --- | ---- |
| 6.      | 17          | 531 | 213 | 116 | 202 | 749 | 724 | +26 | 755  |

## НК Вартекс у европским такмичењима

### Резултати по сезони
| Сезона  | Такмичење            | Ранг        | Клуб                 | Резултат            |
| ------- | -------------------- | ----------- | -------------------- | ------------------- |
| 1996/97 | Куп победника купова | кв.         | Унион Луксембург     | 2:1, 3:0            |
| 1996/97 | Куп победника купова | 1. коло     | Локомотива Москва    | 0:1, 2:1            |
| 1998/99 | Куп победника купова | 1. коло     | Рудар Велење         | 1:0, 1:0            |
| 1998/99 | Куп победника купова | 1/8 ф.      | Херенвен             | 1:2, 4:2            |
| 1998/99 | Куп победника купова | 1/4 ф.      | Маљорка              | 0:0, 1:3            |
| 1999    | Интертото куп        | 1. коло     | Локомотив 96 Витебск | 2:1, 2:2            |
| 1999    | Интертото куп        | 2. коло     | Бран Берген          | 0:3, 3:0 (пен. 5:4) |
| 1999    | Интертото куп        | 3. коло     | Ростелманш Ростов    | 1:2, 1:0            |
| 2001/02 | Куп УЕФА             | кв.         | Вадуз                | 6:1, 3:3            |
| 2001/02 | Куп УЕФА             | 1. коло     | Астон Вила           | 0:1, 3:2            |
| 2001/02 | Куп УЕФА             | 2. коло     | Брондби              | 3:1, 0:5            |
| 2002/03 | Куп УЕФА             | кв.         | Дандалк              | 5:0, 4:0            |
| 2002/03 | Куп УЕФА             | 1. коло     | Мидтјиланд           | 0:1, 1:1            |
| 2003/04 | Куп УЕФА             | кв.         | Левадија Талин       | 3:1, 3:2            |
| 2003/04 | Куп УЕФА             | 1. коло     | Дебрецин             | 1:3, 2:3            |
| 2005    | Интертото куп        | 1. коло     | Динамо Тирана        | 1:2, 4:1            |
| 2005    | Интертото куп        | 2. коло     | Интер Турку          | 4:3, 2:2            |
| 2005    | Интертото куп        | 3. коло     | Ланс                 | 1:1, 1:4            |
| 2006/07 | Куп УЕФА             | 1. коло кв. | Тирана               | 1:1, 0:2            |
| 2011/12 | УЕФА лига Европе     | 1. коло кв. | Луситанос            | 5:1, 1:0            |
| 2011/12 | УЕФА лига Европе     | 2. коло кв. | Искра Стал           | 3:1, 1:1            |
| 2011/12 | УЕФА лига Европе     | 3. коло кв. | Динамо Букурешт      | 1:2, 2:2            |

### Збирни европски резултати
Ажурирано: 4. август 2011.
| Такмичење                   | Од. | П  | Н | И  | ГД | ГП |
| --------------------------- | --- | -- | - | -- | -- | -- |
| УЕФА куп / УЕФА лига Европе | 22  | 10 | 5 | 7  | 48 | 34 |
| Куп победника купова        | 10  | 6  | 1 | 3  | 15 | 10 |
| Интертото куп               | 12  | 5  | 3 | 4  | 22 | 21 |
| Укупно                      | 44  | 21 | 9 | 14 | 85 | 65 |